# Marano Marchesato
Marano Marchesato – miejscowość i gmina we Włoszech, w regionie Kalabria, w prowincji Cosenza.
Według danych na rok 2004 gminę zamieszkiwało 2558 osób, 511,6 os./km².